# Сборная Нидерландов по хоккею с мячом
Сборная Нидерландов по хоккею с мячом — представляет Нидерланды на международных соревнованиях по хоккею с мячом.

## История
Хоккей с мячом в Нидерландах появился в 1891 году благодаря Пиму Мюлиру. Сборная Нидерландов принимала участие в единственном в истории чемпионате Европы по хоккею с мячом в Давосе в 1913 году, её результаты неизвестны.
Нидерландская федерация спорта на коньках и бенди вступила в Федерацию международного бенди 22 февраля 1973 года, первой, после четырёх стран-основательниц. 
Сборная участвует в чемпионатах мира в группе Б с 1991 года (не участвовала в чемпионатах 1995, 1999, 2001 годов). Четырежды сборная Нидерландов занимала 3-е место в группе Б (1991, 2005, 2007, 2010). На чемпионате мира 2018 сборная Нидерландов заняла первое место в группе Б (общее 9-е место) и впервые в своей истории пробилась в группу А.
С чемпионата мира 1991 года команда использует традиционные голландские оранжевые майки, до этого использовала цвета флага Нидерландов .
6 января 2014 года голландцы выиграли турнир четырех Наций в Давосе, посвященный столетнему юбилею чемпионата Европы 1913 года. В турнире также принимали участие сборные Чехии, Венгрии и Германии. Нидерланды также приняли участие в Кубке Давоса 2016 года 
В качестве тренировочных катков, сборная Нидерландов использует арены для конькобежного спорта.

## Результаты на ЧМ
| Год  | Место                     | Участников |
| ---- | ------------------------- | ---------- |
| 1991 | 7 (3-е место в группе Б)  | 8          |
| 1993 | 8 (4-е место в группе Б)  | 8          |
| 1995 | -                         | 8          |
| 1997 | 9 (4-е место в группе Б)  | 9          |
| 1999 | -                         | 6          |
| 2001 | -                         | 7          |
| 2003 | 9 (4-е место в группе Б)  | 9          |
| 2004 | 11 (6-е место в группе Б) | 11         |
| 2005 | 9 (3-е место в группе Б)  | 11         |
| 2006 | 10 (4-е место в группе Б) | 12         |
| 2007 | 10 (4-е место в группе Б) | 12         |
| 2008 | 11 (5-е место в группе Б) | 13         |
| 2009 | 11 (5-е место в группе Б) | 13         |
| 2010 | 9 (3-е место в группе Б)  | 11         |
| 2011 | 11 (5-е место в группе Б) | 11         |
| 2012 | 11 (5-е место в группе Б) | 14         |
| 2013 | 12 (6-е место в группе Б) | 14         |
| 2014 | 13 (5-е место в группе Б) | 17         |
| 2015 | 12 (4-е место в группе Б) | 17         |
| 2016 | 14 (6-е место в группе Б) | 18         |
| 2017 | 15 (7-е место в группе Б) | 18         |
| 2018 | 9 (1-е место в группе Б)  | 16         |
| 2019 | 8                         | 20         |
| 2020 | 13 (5-е место в группе Б) | 18         |
| 2023 | 8 (3-е место в группе Б)  | 11         |
| 2025 | 6 (1-е место в группе Б)  | 10         |

## Текущий состав
Состав на чемпионате мира 2019 года.
Главный тренер:  Томас Энгстрём
| Номер | Игрок                   | Позиция      | Дата рождения | Клуб                        |
| ----- | ----------------------- | ------------ | ------------- | --------------------------- |
| 1     | Марк Перенбом           | Вратарь      | 22.05.1966    | «Бенди Веренигинг Неймеген» |
| 3     | Ремо Спейерс            | Полузащитник | 11.05.1986    | «Бенди Веренигинг Неймеген» |
| 6     | Бау Твейтан             | Полузащитник | 24.09.2000    | «Снарёйа»                   |
| 8     | Мес ван Вейхен          | Защитник     | 12.01.2000    | «Бенди Веренигинг Неймеген» |
| 10    | Йорис Вризен            | Полузащитник | 30.10.1997    | «Бенди Веренигинг Неймеген» |
| 12    | Сандер Хейнсбрук        | Полузащитник | 26.03.1986    | «Бенди Веренигинг Неймеген» |
| 14    | Тван Хенгст             | Полузащитник | 14.09.1983    | «Бенди Веренигинг Неймеген» |
| 15    | Сам Рауппе ван дер Ворт | Защитник     | 22.06.2002    | «Стабек»                    |
| 17    | Стефан Генен            | Полузащитник | 7.06.1994     | «Бенди Веренигинг Неймеген» |
| 20    | Томас Йеукенс           | Вратарь      | 17.09.1996    | «Бенди Веренигинг Неймеген» |
| 23    | Стефан ден Брок         | Защитник     | 6.09.1986     | «Бенди Веренигинг Неймеген» |
| 63    | Сверре Твейтан          | Нападающий   | 3.08.1999     | «Снарёйа»                   |
| 71    | Пепейн Весенар          | Защитник     | 1.07.2001     | «Бенди Веренигинг Неймеген» |
| 75    | Ларс Хендрикс           | Полузащитник | ..            | «Бенди Веренигинг Неймеген» |
| 77    | Александер Крас         | Полузащитник | 2.11.1987     | «Мьёндален»                 |
| 93    | Виллиам Барелдс         | Нападающий   | 16.04.2002    | «Монсарп»                   |
| 95    | Йостейн Виссерс         | Полузащитник | 19.04.2001    | «Хёугер»                    |

## Главные тренеры
- Челль Эдберг (2003?—2007?)
- Патрик Викстрём (?)
- Михаэль Братт (?—2016)
- Томас Энгстрём (2016—н. в.)[5]